# Gallicolumba rufigula
Gallicolumba rufigula là một loài chim trong họ Columbidae.

## Hình ảnh

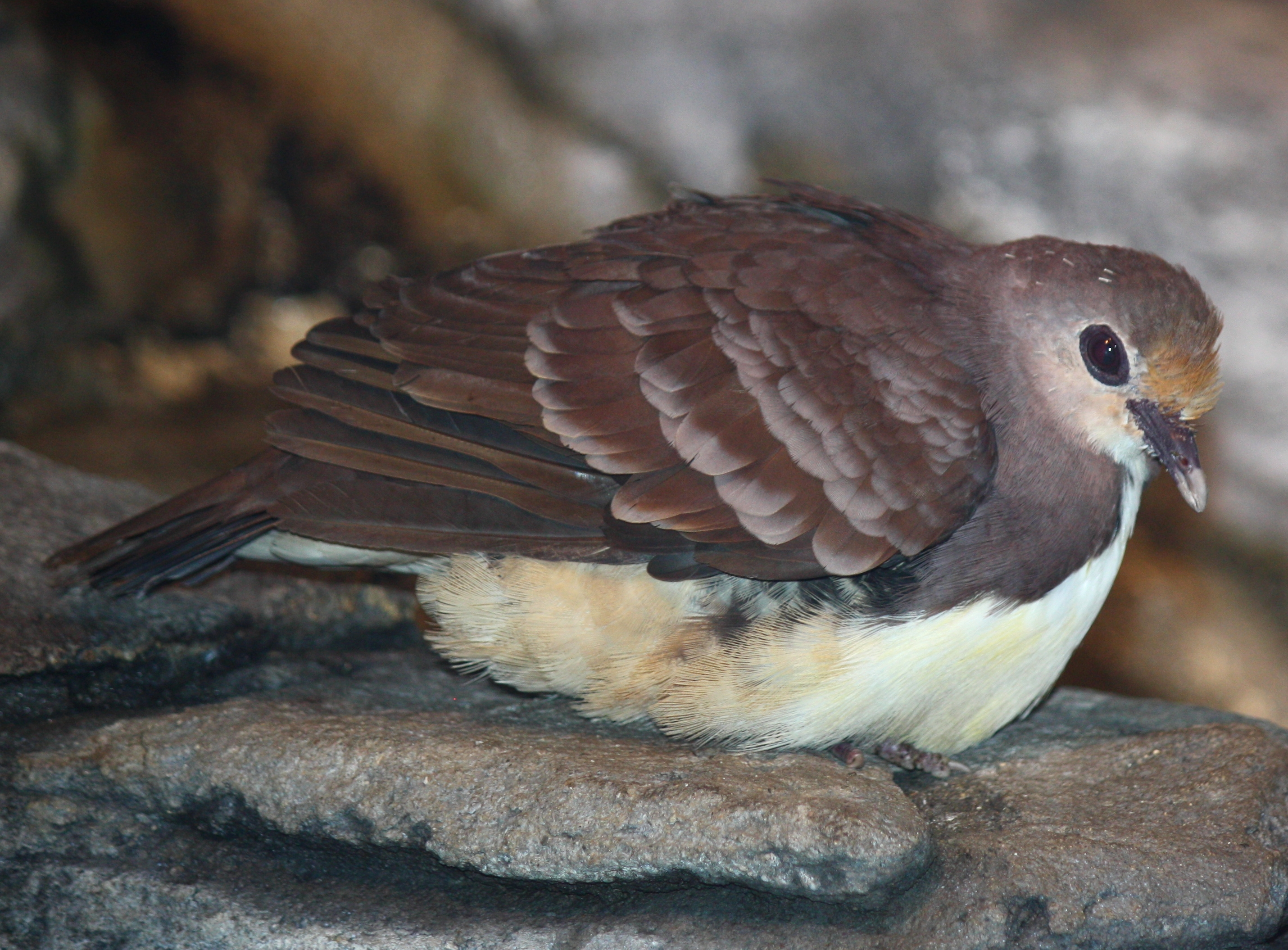
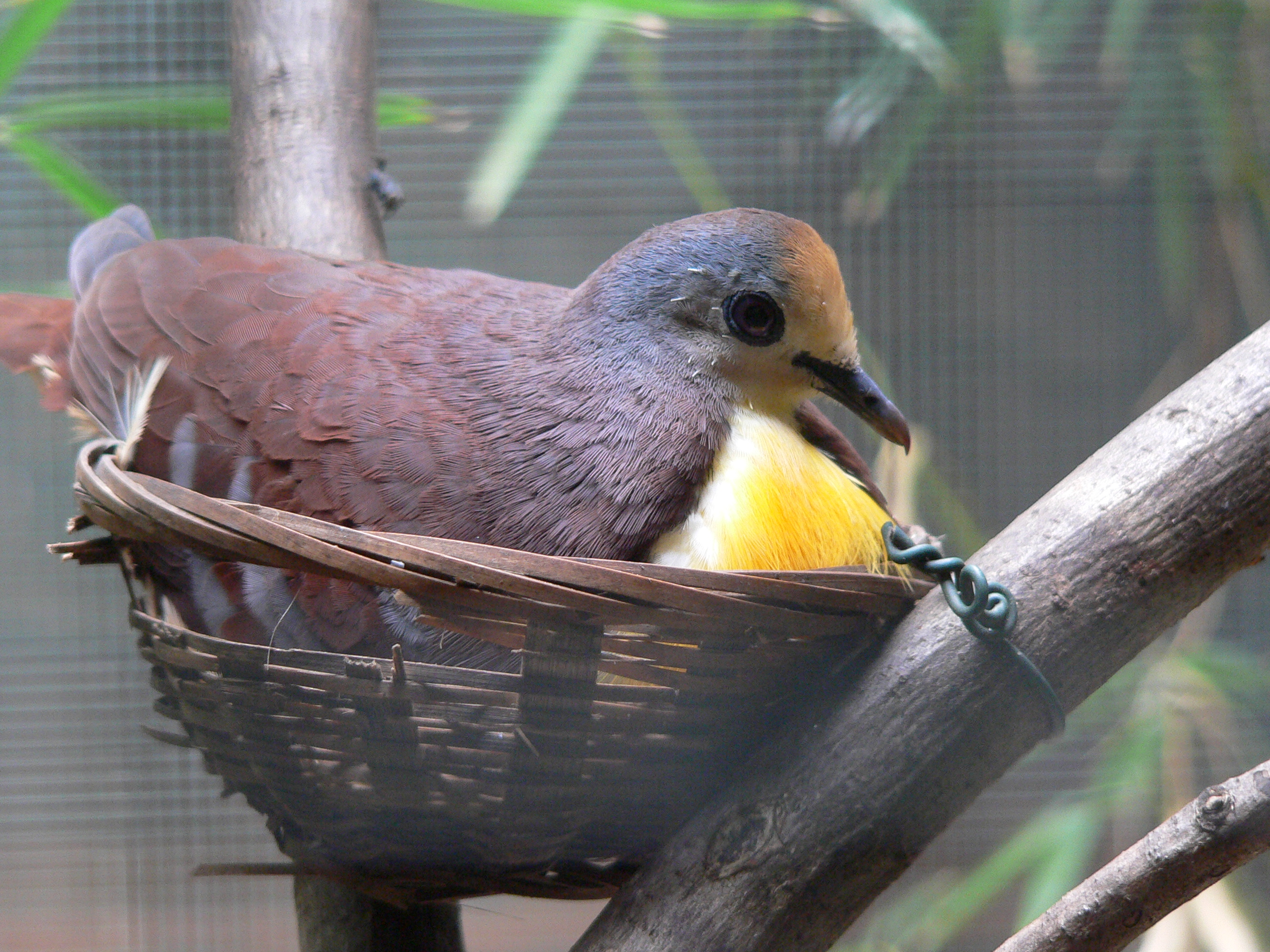